# Antiblemma furvipars
Antiblemma furvipars är en fjärilsart som beskrevs av George Francis Hampson 1926. Antiblemma furvipars ingår i släktet Antiblemma och familjen nattflyn. Inga underarter finns listade i Catalogue of Life.